# 뿜뿜
〈뿜뿜〉은 대한민국의 걸 그룹 모모랜드의 노래이다. 대한민국에서는 세 번째 미니 음반 《GREAT!》의 타이틀 곡으로 발매됐으며 일본에서는 첫 번째 싱글로 발매됐다.

## 표절 의혹
러시아의 3인조 여성 그룹인 세레브로가 2018년 1월 12일 공식 인스타그램에서 〈뿜뿜〉이 2013년 6월에 발표한 노래 〈Mi Mi Mi〉의 표절이라고 올렸다. 이에 대해서 작곡가인 신사동호랭이는 ‘장르적 유사성과 기타리프로 인해 인트로 부분의 친숙함이 느껴질 수 있다’라고 하며 인트로 등의 유사성은 인정을 하지만 ‘멜로디 및 코드 진행은 유사 의혹이 제기된 곡과 엄연히 다르다’라며 표절 의혹은 부정했다. 그렇지만 너무나도 유사하다.

## 싱글 수록 내용
| #  | 제목                                                   | 재생 시간 |
| -- | ------------------------------------------------------ | --------- |
| 1. | 〈BBoom BBoom -Japanese ver.-〉                        |           |
| 2. | 〈Welcome to MOMOLAND -Japanese ver.-〉                |           |
| 3. | 〈BBoom BBoom -Japanese ver.-〉 (Instrumental)         |           |
| 4. | 〈Welcome to MOMOLAND -Japanese ver.-〉 (Instrumental) |           |

| #  | 제목                                          | 재생 시간 |
| -- | --------------------------------------------- | --------- |
| 1. | 〈BBoom BBoom -Japanese ver.-〉 (Music Video) |           |
| 2. | 〈Making of Music Video〉                     |           |